# SN 2009bm
SN 2009bm – supernowa odkryta 13 lutego 2009 roku w galaktyce A083642+0914. W momencie odkrycia miała maksymalną jasność 18,10m.